# Detroit Open
Il Detroit Open è stato un torneo di tennis facente parte del Grand Prix disputato a  Detroit negli Stati Uniti su campi in sintetico indoor. Si è giocata la sola edizione del 1988.

## Albo d'oro

### Singolare
| Anno | Vincitore    | Finalista        | Punteggio |
| ---- | ------------ | ---------------- | --------- |
| 1988 | John McEnroe | Aaron Krickstein | 7–5, 6–2  |

### Doppio
| Anno | Vincitori           | Finalisti               | Punteggio |
| ---- | ------------------- | ----------------------- | --------- |
| 1988 | Rick Leach Jim Pugh | Ken Flach Robert Seguso | 6–4, 6–1  |